# Lynn Whitfield

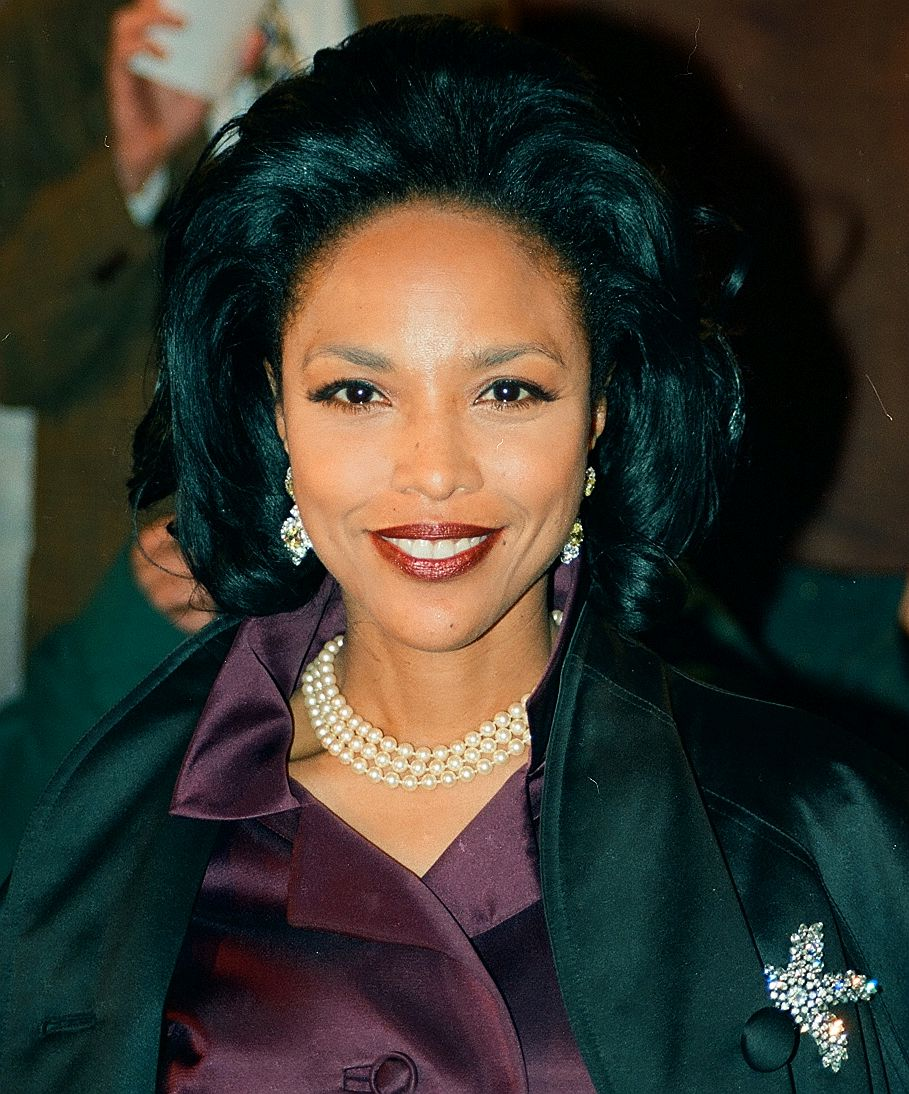
Lynn Whitfield, 2019

Lynn Whitfield (* 6. Mai 1953 in Baton Rouge, Louisiana; gebürtig Lynn Butler-Smith) ist eine US-amerikanische Schauspielerin.

## Leben und Leistungen
Die als Lynn Butler-Smith geborene Afroamerikanerin, Tochter eines Zahnarztes, schloss ein Studium an der Howard University ab. Sie war für die Theatergruppe Black Repertory Company in Washington, D.C. tätig, deren Mitbegründer Van Whitfield sie im Jahr 1974 heiratete. Nach ihrem Fernsehdebüt im Jahr 1981 in der Fernsehserie Polizeirevier Hill Street und einigen Nebenrollen übernahm sie im Jahr 1991 die Hauptrolle von Josephine Baker in der für das Fernsehen produzierten Filmbiografie Josephine (alternativ: Die Josephine-Baker-Story). Für diese Rolle gewann sie im Jahr 1991 den Emmy und wurde 1992 als Beste Hauptdarstellerin – Mini-Serie oder TV-Film für den Golden Globe Award nominiert. Darüber hinaus erhielt sie 1993 den ersten von insgesamt fünf Image Awards.
Im Jahr 1990 heiratete Whitfield den Regisseur Brian Gibson, von dem sie eine Tochter hat und von dem sie zwei Jahre später geschieden wurde. In der Komödie Seite an Seite spielte sie eine Ärztin, die Jackie Harrison (Susan Sarandon) beibringt, dass diese todkrank ist. Im Fernsehdrama The Wedding spielte sie an der Seite von Halle Berry eine der größeren Rollen, für die sie 1999 für den Image Award nominiert wurde.
Die Rolle in der Komödie Head of State an der Seite von Chris Rock brachte Whitfield im Jahr 2004 eine Nominierung für den BET Comedy Award. Für ihre Rolle in der Fernsehkomödie Cheetah Girls – Wir werden Popstars wurde sie 2004 für den Image Award und für den Black Reel Award nominiert. Ihre Rolle an der Seite von Jamie Foxx im Fernsehdrama Redemption – Früchte des Zorns brachte ihr 2005 den bislang (März 2008) letzten Image Award sowie den Black Reel Award. Für ihre Rolle in der Komödie Madea’s Family Reunion wurde sie 2006 für den Black Movie Award nominiert.

## Filmografie (Auswahl)
- 1981: Polizeirevier Hill Street (Hill Street Blues, Fernsehserie, drei Folgen)
- 1983: Dr. Detroit (Doctor Detroit)
- 1983: Matt Houston (Fernsehserie, Folge 2x04)
- 1985: Die Frau des Profis (The Slugger’s Wife)
- 1985: Silverado
- 1985: Cagney & Lacey (Fernsehserie, Folgen 4x16,17)
- 1985: Miami Vice (Fernsehserie, Folge 2x09)
- 1985: Ein Colt für alle Fälle (The Fall Guy, Fernsehserie, Folge 5x08)
- 1987: Der weiße Hai – Die Abrechnung (Jaws: The Revenge)
- 1988: Chefarzt Dr. Westphall (St. Elsewhere, Fernsehserie, Folge 6x14)
- 1988–1989: Herzschlag des Lebens (Heartbeat, Fernsehserie, Folgen 1x01–2x12)
- 1990: Matlock (Fernsehserie, Folgen 4x20,21)
- 1991: Josephine (The Josephine Baker Story)
- 1994: In the Army Now – Die Trottel der Kompanie (In the Army Now)
- 1996: Mr. Bombastic (A Thin Line Between Love and Hate)
- 1997: Der 100.000 $ Fisch (Gone Fishin’)
- 1997: Eve’s Bayou
- 1997: Ein Hauch von Himmel (Touched by an Angel, Fernsehserie, Folge 3x19)
- 1998: Seite an Seite (Stepmom)
- 1998: The Wedding
- 1999: Love Songs
- 2000: A Time For Dancing
- 2001: Girls in the City (A Girl Thing)
- 2001: Boston Public (Fernsehserie, 3 Folgen)
- 2002–2006: Without a Trace – Spurlos verschwunden (Without a Trace, Fernsehserie, 6 Folgen)
- 2003: Head of State
- 2003: Cheetah Girls – Wir werden Popstars (The Cheetah Girls)
- 2004: Redemption – Früchte des Zorns (Redemption: The Stan Tookie Williams Story)
- 2004: Strong Medicine: Zwei Ärztinnen wie Feuer und Eis (Strong Medicine, Fernsehserie, Folge 5x07)
- 2006: Cheetah Girls – Auf nach Spanien (The Cheetah Girls 2)
- 2006: Shark (Fernsehserie, Folge 1x01)
- 2006: Madea’s Family Reunion
- 2008: The Women – Von großen und kleinen Affären (The Women)
- 2009: Lieber verliebt (The Rebound)
- 2009: FlashForward (Fernsehserie, Folge 1x02)
- 2011: All Things Fall Apart – Wenn alles zerfällt … (All Things Fall Apart)
- 2012: Battlefield America
- 2012: Redemption of a Dog
- 2013: Lonely Boy
- 2013: King’s Faith
- 2013: Act Like You Love Me
- 2013: And Then There Was You (Someone to Love)
- 2013: The Last Letter
- 2014: Blood Lines
- 2014: 30 Days in Atlanta
- 2014: Lap Dance
- 2014–2015: How to Get Away with Murder (Fernsehserie, 3 Folgen)
- 2014–2016: Hit the Floor (Fernsehserie, 3 Folgen)
- 2015: Chasing Life (Fernsehserie, 2 Folgen)
- 2015: Curveball
- 2015–2016: Mistresses (Fernsehserie, 4 Folgen)
- 2016: The North Star
- 2016: Prayer Never Fails
- 2016–2020: Greenleaf (Fernsehserie, 60 Folgen)
- 2017: Espionage Tonight
- 2018: Solace
- 2018: Alte Zöpfe (Nappily Ever After)
- 2021: Vacation Friends
- 2022: We Need a Little Christmas (Fernsehfilm)
- 2023: Fantasy Island (Fernsehserie, Folge 2x04)
- 2023: The Chi (Fernsehserie, 4 Folgen)